# 坂本武久
坂本 武久（さかもと たけひさ、1971年8月26日 - ）は、山梨県出身の元サッカー選手、現サッカー指導者。現役時代のポジションはGK（ゴールキーパー）。

## 来歴
高校時代は低迷していた韮崎高校の正GKとして1989年、7年ぶりとなる全国高校サッカー選手権への出場に貢献。
明治大学を経て 1994年に地元クラブチームの甲府サッカークラブに入団。同年の第74回天皇杯全日本サッカー選手権大会2回戦においてJリーグでサントリーシリーズを制覇したサンフレッチェ広島相手に90分間ノーゴールという鉄壁を見せた（延長戦で2失点し、敗退）。ヴァンフォーレ甲府と改称した1995年の試合中に選手生命を脅かす程の大怪我を負うものの復活し、Jリーグに参入した1999年まで甲府の正GKとしてゴールを守っていた。2000年に伊藤友彦にポジションを奪われ、同年引退。
その後地元アマチュアクラブのフォルトゥナサッカークラブのコーチを経て、2002年に新設されたヴァンフォーレ甲府のGKコーチに就任。2010年は同クラブのユース兼ジュニアユースのGKコーチとなったが、翌2011年トップチームのGKコーチに復帰した。

## 所属クラブ
- 1987年 - 1989年 山梨県立韮崎高等学校
- 1990年 - 1993年 明治大学
- 1994年 - 2000年 甲府サッカークラブ/ヴァンフォーレ甲府

## 個人成績
| 国内大会個人成績 | 国内大会個人成績 | 国内大会個人成績 | 国内大会個人成績 | 国内大会個人成績 | 国内大会個人成績 | 国内大会個人成績 | 国内大会個人成績 | 国内大会個人成績 | 国内大会個人成績 | 国内大会個人成績 | 国内大会個人成績 |
| 年度             | クラブ           | 背番号           | リーグ           | リーグ戦         | リーグ戦         | リーグ杯         | リーグ杯         | オープン杯       | オープン杯       | 期間通算         | 期間通算         |
| 年度             | クラブ           | 背番号           | リーグ           | 出場             | 得点             | 出場             | 得点             | 出場             | 得点             | 出場             | 得点             |
| 日本             | 日本             | 日本             | 日本             | リーグ戦         | リーグ戦         | リーグ杯         | リーグ杯         | 天皇杯           | 天皇杯           | 期間通算         | 期間通算         |
| ---------------- | ---------------- | ---------------- | ---------------- | ---------------- | ---------------- | ---------------- | ---------------- | ---------------- | ---------------- | ---------------- | ---------------- |
| 1994             | 甲府ク           |                  | 旧JFL            | 10               | 0                | -                | -                | 2                | 0                | 12               | 0                |
| 1995             | 甲府             |                  | 旧JFL            | 6                | 0                | -                | -                | -                | -                | 6                | 0                |
| 1996             | 甲府             |                  | 旧JFL            | 14               | 0                | -                | -                | 2                | 0                | 16               | 0                |
| 1997             | 甲府             |                  | 旧JFL            | 26               | 0                | -                | -                | 3                | 0                | 29               | 0                |
| 1998             | 甲府             |                  | 旧JFL            | 25               | 0                | -                | -                | 0                | 0                | 25               | 0                |
| 1999             | 甲府             | 1                | J2               | 30               | 0                | 2                | 0                | 0                | 0                | 32               | 0                |
| 2000             | 甲府             | 1                | J2               | 0                | 0                | 0                | 0                | 0                | 0                | 0                | 0                |
| 通算             | 日本             | 日本             | 旧JFL            | 61               | 0                | -                | -                | 7                | 0                | 68               | 0                |
| 通算             | 日本             | 日本             | J2               | \|30             | 0                | 2                | 0                | 0                | 0                | 32               | 0                |
| 総通算           | 総通算           | 総通算           | 総通算           | 91               | 0                | 2                | 0                | 7                | 0                | 100              | 0                |

## 指導歴
- 2001年 - フォルトゥナサッカークラブ GKコーチ
- 2002年 - 2022年 ヴァンフォーレ甲府
  - 2002年 - 2009年 トップチーム GKコーチ
  - 2010年 ユース兼ジュニアユース GKコーチ
  - 2011年 トップチーム GKコーチ
  - 2012年 - 2014年 U-18・U-15 GKコーチ
  - 2015年 - 2018年4月 U-18 GKコーチ
  - 2018年4月 - 同年12月 トップチーム GKコーチ
  - 2019年 - 2022年 アカデミーGKコーチ